# Caroline Testman
Caroline Sophie Testman (1839-1919) est une féministe danoise. Elle co-fonde l'Association Danoise des Femmes et la dirige de 1872 à 1883.